# 말 없이 바치련다
말 없이 바치련다(말없이 바치련다)는 한국에서 제작된 정승문 감독의 1964년 영화이다. 김진규 등이 주연으로 출연하였고 윤종욱 등이 제작에 참여하였다.

## 출연

### 주연
- 김진규
- 김지미
- 남궁훈

## 제작진
- 조명: 이영수
- 미술: 원제래